# SINN
SINN（しん）
2011年6月開始。REXiが運営するプレイバイウェブ（PBW）の第3弾。ディアボルスと呼ばれる人類の天敵と、それを唯一倒しうるSINNと呼ばれる者達の戦いを描いた、宗教をテーマとした現代退魔物である。世界全体を舞台としており、戦闘シナリオに加え、世界各国の様々な題材をテーマとしたシナリオも数多くリリースされている。
2015年3月31日でサービスを終了したが、2016年、2017年に短期間の後日談イベントが開催されている。

## 主なスタッフ
- 冴島鋭士（さえじま えいじ）

REXiのPBW事業統括責任者。ゲームシステムや根幹設計を担当。
- 楽市（らくいち）

SINNのコンセプトワーカー。基本運営を担当している。
- 成瀬健（なるせ　けん）

システムエンジニア。
- 真名木風由（まなきふゆ）

シナリオディレクター。
- 北野旅人（きたのたびと）

シナリオディレクター。

## 世界観
舞台は21世紀の現代社会。
古来より、人類社会の裏側にはディアボルスとよばれる悪魔が暗躍し続けていた。そして2011年、突如としてディアボルスの活動が活発化する。
プレイヤーキャラクターはこのディアボルスに唯一対抗できる、ルークス教という世界的宗教に属する戦士、SINNとして戦うことになる。
ディアボルスによって世界が終末へと向かっていく中、SINN達が人々を守らなければならないのである。

## キャラクタークラス
- エクソシスト　Exorcist（魔を退けるもの）

知覚力と精神力に優れたクラス。本ゲームの敵である「ディアボルス」に高い効果を発揮する魔法「エクソシスム」を使いこなす。信者か聖職者がなれる。
- パラディン  Paladin（異端を裁くもの）

身体能力に秀でたクラス。公的に異端と呼ばれる罪人を殺められる断罪資格を持ち、戦闘に優れた効果を発揮する魔法「フォース」を使いこなす。信者か聖職者がなれる。
- エンジェリング Angeling（その身に翼を刻む者）

知覚力と知性が高いクラス。天使の力を宿し、背に光の翼を持つ。クラス中最大の火力を誇る魔法「グレイス」を使いこなす。どの立場でもなれる。
- ハンドラー Handler（黄金を顕現する者）

器用かつ俊敏なクラス。「スレッド」という魔法で様々な錬金術（錬金プレイング、量産錬金）を行なったり、パペットという人形を操ることができる。どの立場でもなれる。
- クレスニク Kresnik（人と獣の狭間にある者）

俊敏さと知覚力が高いクラス。ルークス教の協力者であり、吸血鬼を天敵とし、獣の力を用いる魔法「ルーガル」を使いこなす。獣人の信者か聖職者がなれる。

## キャラクター種族
人間
標準的な人間。クレスニク以外の全てのクラスに適合し、逆にこれといって特徴もない。
獣人
2014年4月に追加された種族。人の姿に「獣の特徴」と呼ばれる耳や尻尾などの動物的な特徴を併せ持った姿をしている。その他の容姿や寿命などは人間と変わらない。「コルネリウスの盟約」といういにしえの契約に従ってルークス教に協力する。

## 関連サイト
- SINN公式サイト（REXi）
- レクシィ株式会社（REXi）